# العازف المنفرد
العازف المنفرد هو فيلم من نوع سيرة ذاتية ودراما أُصدر في 2009. الفيلم من إنتاج يونيفرسال بيكشرز ودريم ووركس وستوديو كنال ووركينغ تايتل فيلمز ‏، ومن توزيع دريم ووركس، وهو من إخراج جو رايت، أما السيناريو فكان من كتابة سوزانا غرانت وستيف لوبيز.

## القصة
تقع أحداث الفيلم في لوس أنجلوس.

## طاقم التمثيل
- روبرت داوني جونير
- جيمي فوكس
- مويا برادي
- أوكتافيا سبنسر
- كاثرين كينر
- Rob Nagle [الإنجليزية]‏
- جينا مالون
- توني غينارو
- راشيل هاريس
- اليخاندرو باتينو
- توم هولاندر
- جاستن مارتن  [لغات أخرى]‏
- نويل جوجليمي
- نيلسن إيليس
- ليزا قاي هاميلتون
- أنجيلا فيذرستون
- لورين توسان
- ستيفن روت
- Ilia Volok [الإنجليزية]‏
- Lemon Andersen [الإنجليزية]‏
- مايكل بونين [الإنجليزية]‏
- Patrick Tatten [الإنجليزية]‏

## الإنتاج
موسيقى الفيلم التصويرية كانت من تأليف داريو ماريانيللي.

## الاستقبال

### شباك التذاكر
في عطلة نهاية الأسبوع الافتتاحية، افتتح الفيلم في المركز الرابع خلف مهووسة و17 مرة أخرى وقتال، محققًا 9.7 مليون دولار في 2.024 دار عرض، بمتوسط 4800 دولار لكل دار عرض. حقق الفيلم نصف ميزانيته البالغة 60 مليون دولار فقط، محققًا 31.7 مليون دولار محليًا و6.6 مليون دولار في مناطق أخرى، بإجمالي عالمي قدره 38.3 مليون دولار. وقد أُلقي باللوم في ذلك على تأجيل تاريخ الإصدار الأولي للفيلم، بالإضافة إلى إصدار الفيلم قبل أسبوع واحد من موسم أفلام صيف 2009.

## وصلات خارجية
- العازف المنفرد على موقع IMDb (الإنجليزية)
- العازف المنفرد على موقع ميتاكريتيك (الإنجليزية)
- العازف المنفرد على موقع الموسوعة البريطانية (الإنجليزية)
- العازف المنفرد على موقع روتن توميتوز (الإنجليزية)
- العازف المنفرد على موقع نتفليكس (الإنجليزية)
- العازف المنفرد على موقع ألو سيني (الفرنسية)
- العازف المنفرد على موقع Turner Classic Movies (الإنجليزية)
- العازف المنفرد على موقع أول موفي (الإنجليزية)
- العازف المنفرد على موقع بوكس أوفيس موجو (الإنجليزية)
- العازف المنفرد على موقع فيلمافينيتي (الإسبانية)